# 新特羅伊茨凱 (別爾江斯克區)
46°57′34″N 36°39′16″E / 46.95944°N 36.65444°E
新特羅伊茨凱（烏克蘭語：Новотроїцьке）是位於烏克蘭東南部的村莊，由扎波羅熱州別爾江斯克區的安德里夫卡市鎮負責管轄。該村始建於1861年，面積4.9平方公里，海拔高度41米，2001年人口1,224。